# 謝爾巴尼 (舊西尼亞瓦區)
49°32′5″N 27°37′14″E / 49.53472°N 27.62056°E
什切爾巴尼（烏克蘭語：Щербані）是位於烏克蘭西部的村莊，由赫梅利尼茨基州裡赫梅利尼茨基區的舊西尼亞瓦市鎮負責管轄。該村始建於1564年，面積1.48平方公里，海拔高度317米，2001年人口385，人口密度每平方公里259.6人。